# Tochterrepublik

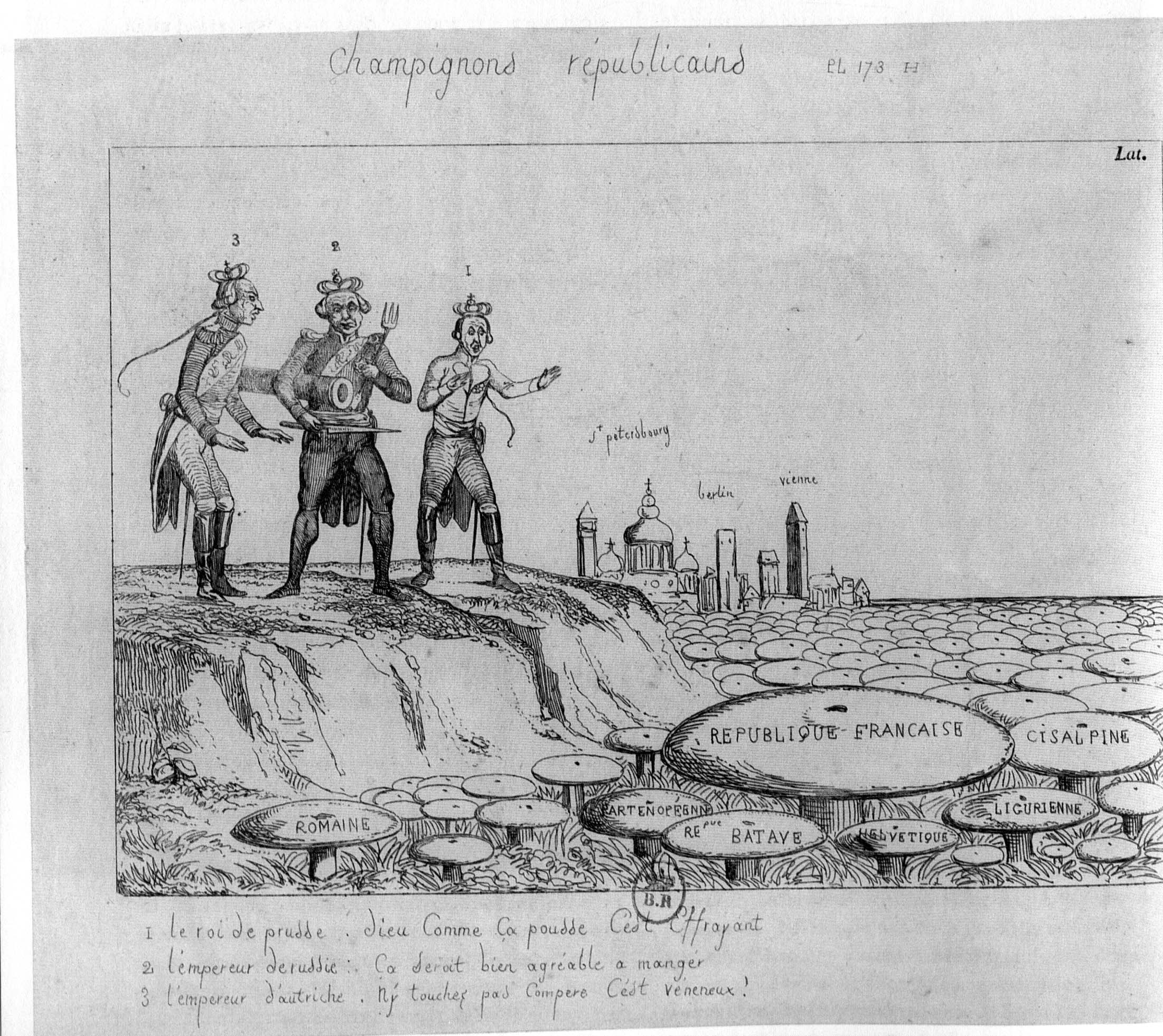
Champignons républicains (republikanische d. h. revolutionäre Champignons), französische Karikatur, um 1799. – Die Monarchen Europas sind von einem Meer neuer Republiken umgeben, die wie Pilze aus dem Boden schießen: in der Mitte die große französische Mutterrepublik, um sie herum kleinere Tochterrepubliken.

Tochterrepubliken (französisch républiques sœurs ‚Schwesterrepubliken‘) waren ab 1792 von der Französischen Republik durch Militärintervention und Revolutionsexport errichtete Staaten mit Verfassungen nach französischem Vorbild. Der Begriff betonte die Verwandtschaft und Verbundenheit zu diesen Republiken. In erster Linie bezeichnet der Begriff Napoleons Satellitenstaaten in Italien.
Am Anfang dieser Neuordnung Europas standen sowohl Sendungsbewusstsein des revolutionären Staats als auch das Bedürfnis, sich aus der Isolation dem monarchischen Rest Europas gegenüber zu befreien. Aus diesem Grund unterstützte Frankreich die selbst ausgerufenen Tochterrepubliken und förderte aktiv die Ausrufung solcher verbündeter Staaten. Zu regelrechten Annexionen kam es erstmals im Verlauf des Ersten Koalitionskrieges 1792/93, in dessen Verlauf Frankreich vor allem deutsche Gebiete besetzte, um die „natürlichen Grenzen“, insbesondere den Rhein, zu erreichen.
Die meisten Tochterrepubliken entstanden erst nach der jakobinischen Phase der Französischen Revolution 1793–1794, und ihr Schicksal hing eng mit der Karriere Napoléon Bonapartes seit 1796 zusammen, vor allem mit seinen Erfolgen im Italienfeldzug. Doch auch in ganz Europa erhielt unter ihm der militärstrategische Gesichtspunkt der Pufferbildung an den Grenzen Frankreichs eine größere Bedeutung. Das napoleonische Staatensystem in Europa beschränkte sich nicht auf Tochterrepubliken im engeren Sinn, sondern umfasste unter anderem auch das 1801 errichtete Königreich Etrurien, das 1805 aus der Italienischen Republik hervorgegangene Königreich Italien, das 1806 aus der Batavischen Republik hervorgegangene Königreich Holland, das 1806 abgespaltene Königreich Neapel, das Herzogtum Warschau (ab 1807–1815), das ab 1808 umkämpfte Spanien. Die deutschen Staaten standen mit Ausnahme von Preußen und Österreich unter napoleonischem Einfluss, insbesondere die Staaten des Rheinbunds – hierbei vor allem die drei napoleonischen Modellstaaten Königreich Westphalen, Großherzogtum Frankfurt und Großherzogtum Berg.
Ab 1804 spielte auch das Element der napoleonischen Dynastiebildung (Napoleoniden) eine wichtige Rolle. Aus den Tochterrepubliken wurden Königreiche mit Verwandten Napoléons als Könige. Zudem wurden die neuen Staaten zunehmend weniger als Partner, sondern mehr als Befehlsempfänger angesehen. Mit Beginn der Kontinentalsperre (1806) ging Napoléon schließlich zur offenen Annexion über.
Zahlreiche revolutionäre Errungenschaften in Verwaltung, Freiheitsrechten, Wirtschaft, Justiz und Schulsystem wurden in die Tochterrepubliken und darüber hinaus exportiert. In Preußen stieß die Niederlage gegen Frankreich ab 1807 die Preußischen Reformen an, die ähnlichen Grundgedanken folgten und eine zentrale Rolle bei dessen Aufstieg im 19. Jahrhundert spielen sollten. Im Verlauf der napoleonischen Dynastiebildung verschwand das Element der Republikanisierung bei der Bildung neuer Vasallenstaaten: Sie wurden nur noch mit schwachen Legislativen ausgestattet. Auch Staaten, die sich nicht unmittelbar unter französischer Kontrolle befanden, übernahmen vor allem die Effektivierung und Vereinheitlichung der Verwaltung. In ganz Europa kam es zudem zur Auflösung der Grundherrschaft, die sich aber teilweise bis nach 1848 hinzog. Zahlreiche weitere Reformen wurden in den Satellitenstaaten angefangen, aber nicht durchgesetzt. Sie blieben durch das 19. Jahrhundert hindurch zumindest als Programm bestehen.
Die Namen der Tochterrepubliken selbst (z. B. Batavische Republik oder Cisalpinische Republik) leiteten sich meist von geo- und ethnographischen Begriffen der Antike her. Die besondere Namensgebung für die Verbündeten des revolutionären Frankreichs rührte von einem besonderen Verständnis her, worin das Wesen der Revolution bestünde. Der später gültige Sinn – radikaler Neubeginn und gewaltsamer Fortschritt – steckte ursprünglich gerade nicht im Wort Revolution, sondern bedeutete „Rückwendung“ (lateinisch re-volutio), d. h. weg von einer als degeneriert angesehenen feudalen Gegenwart hin zu früheren naturrechtlichen Zuständen. Verwirklicht glaubten die Vordenker der Revolution diese freieren Gesellschaften in der Antike, in der Römischen Republik oder bei den keltisch-germanischen Völkern, auf die man sich also in sprachlicher Weise berief. Das hohe und bis in die Anfänge der damals bekannten Geschichte zurückreichende Alter der Begriffe sollte sowohl für ein Gegengewicht zur Künstlichkeit der Staatenbildung sorgen als auch den neuen Republiken eine größere Legitimation als der im Mittelalter verwurzelten Feudalordnung verschaffen.

## Liste von Tochterrepubliken
Zunächst war die 1790 von Revolutionären in den Österreichischen Niederlanden parallel zur Französischen Revolution errichtete Republik der „Vereinigten Belgischen Staaten“ wieder unterdrückt worden. Später aber folgten z. B. die
- Raurakische Republik (1792–1793)
- Mainzer Republik (1792–1793)
- Republik Mandeure (1792–1793)
- Batavische Republik (1795–1806), inklusive Republik Swellendam (1795) und Republik Graaff-Reinet (1795–1796)
- Cispadanische Republik (1796–1797)
- Transpadanische (Lombardische) Republik (1796–1797)
- Cisalpinische (Italienische) Republik (1797–1799 und 1801–1805)
- Cisrhenanische Republik (1797)
- Anconesische Republik (1797–1798)
- Ligurische Republik (1797–1805)
- Römische Republik (1798–1799)
- Helvetische Republik (1798–1803)
- Piemontesische Republik (1798–1799)
- Parthenopäische Republik (1799)
- Lucchesische Republik (1799/1800 und 1802–1805)
- Subalpinische Republik (1800–1802)
- Republik Wallis (1802–1810)

Die Liste ist nicht vollständig. Es gab eine bedeutende Anzahl kleinerer und weitgehend bedeutungsloser Republiken, die oft nur in der Spezialliteratur der Geschichtsschreibung erwähnt werden. Auf dem Gebiet der vorrevolutionären Eidgenossenschaft mit ihrer ausgeprägten lokalen Selbstverwaltung und territorialen Zergliederung erklärten sich während der Umbruchsphase des Frühjahrs 1798 Untertanenorte und -gebiete zu Republiken (Léman bzw. Kanton Waadt) oder Freistaaten (Toggenburg), bevor sie in der Helvetischen Republik zusammengefasst wurden. Die damaligen Verhältnisse widerspiegeln sich immer noch in den divergenten Selbstbezeichnungen der Schweizer Kantone als „Stand“ oder „Republik“. Die bereits vor der Revolution bestehenden Kantone bevorzugen das traditionelle „Stand“, während die (Westschweizer) Kantone, die sich in der revolutionären und napoleonischen Ära besonders verwurzelt sehen, ein Selbstverständnis als „Republik“ haben. Der Kanton Jura, der seine Loslösung von Bern erst in den 1970er Jahren erlangte, bezeichnet sich als République et Canton; er ist damit wohl das fernste eigenstaatliche Echo der Tochterrepubliken und schließt gleichzeitig einen Kreis, da er territorial zum großen Teil mit der Raurakischen Republik von 1792 übereinstimmt, die ihrerseits die erste aller Tochterrepubliken war.

## Verwandte Begriffe
In ähnlicher Weise wie Tochterrepublik, allerdings mit dem Aspekt der Gleichrangigkeit, wird der Begriff „Schwesterrepublik“ verwendet. So idealisierten Ende des 18. Jahrhunderts die USA die Schweiz als sister republic, indem sie ihren Unabhängigkeitskrieg gegen die Briten mit der Existenz der Eidgenossenschaft in einem sonst monarchischen Europa verglichen. Um dem Vorwurf der Abhängigkeit entgegenzutreten, nannten sich auch die napoleonischen Schöpfungen oft républiques sœurs. Auch die ähnliche Verfassungsgeschichte (Föderalismus, Zweikammernsystem, Demokratie, abgewandeltes Direktoriumssystem) förderte das „Schwestergefühl“ zwischen der Schweizerischen Eidgenossenschaft und den Vereinigten Staaten von Amerika. 1991 wurden in den USA und der Schweiz gleichzeitig eine Briefmarke mit demselben Layout herausgegeben, dem Capitol und dem Bundeshaus. Dies um an diese Special Relationship zu erinnern.
Als „Bruderländer“ bezeichneten sich wiederum die osteuropäischen Volksdemokratien, die nach dem Zweiten Weltkrieg gemäß sowjetischem Vorbild errichtet wurden und die bekannteste Weiterentwicklung des Konzepts der Tochterrepubliken darstellen.
Auch die in autonome Republiken umgewandelten französischen Kolonien innerhalb der Französischen Union bzw. der Französischen Gemeinschaft stellten letztlich Tochterrepubliken dar.